# Karl von Piloty
Karl Theodor von Piloty (1 de outubro de 1826 – 21 de julho de 1886) foi um pintor alemão. Nascido em Munique, filho do também artista Ferdinand Piloty, ele estudou na Academia de Belas Artes de sua cidade natal. Seu primeiro trabalho, Die Amme ("A enfermeira molhada"), publicado em 1853, foi bem recedido na Alemanha. Ele continuou sua carreira como pintor até sua morte, retratando principalmente cenas históricas do passado.

## Galeria

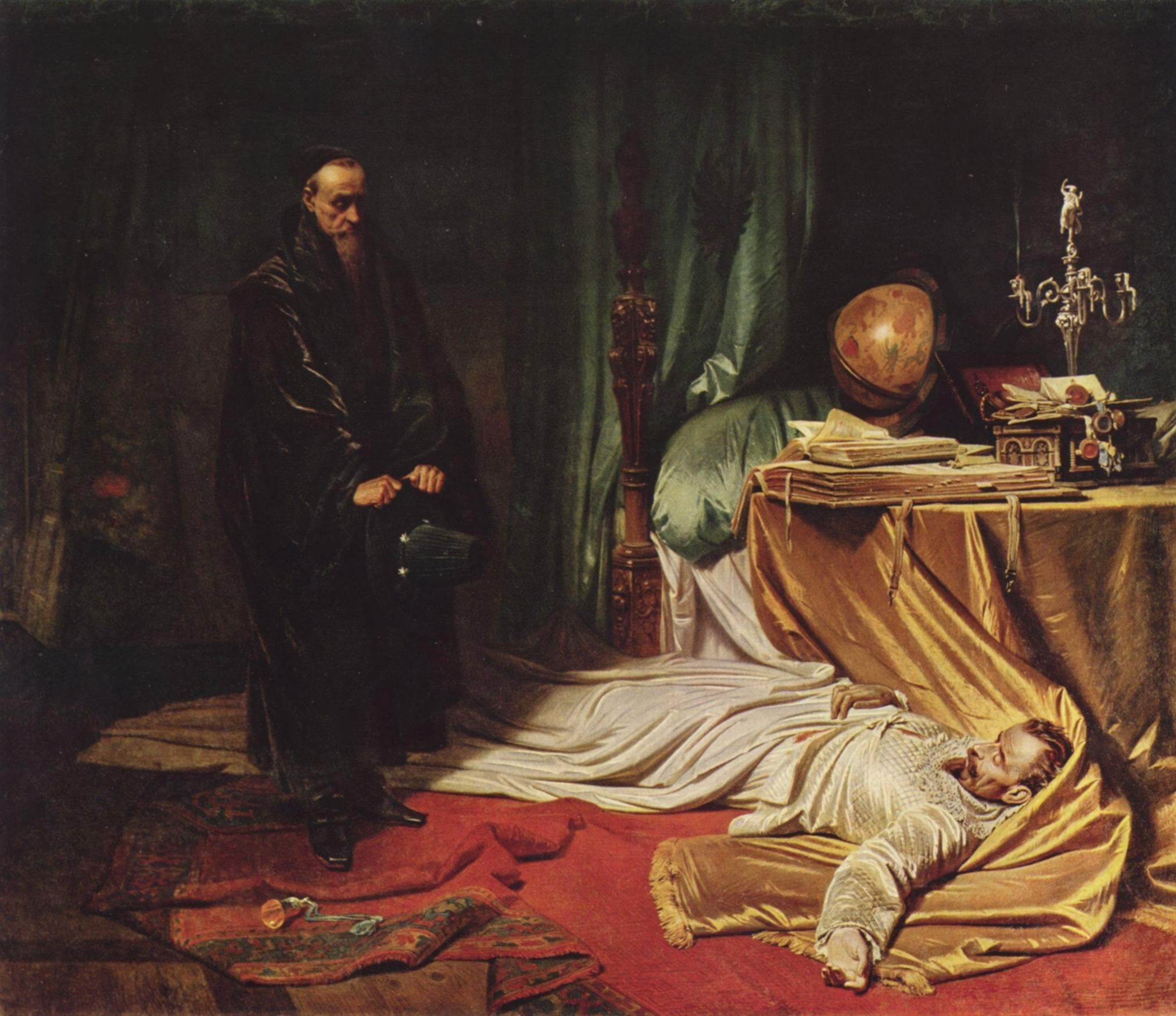
A Morte de Wallenstein.
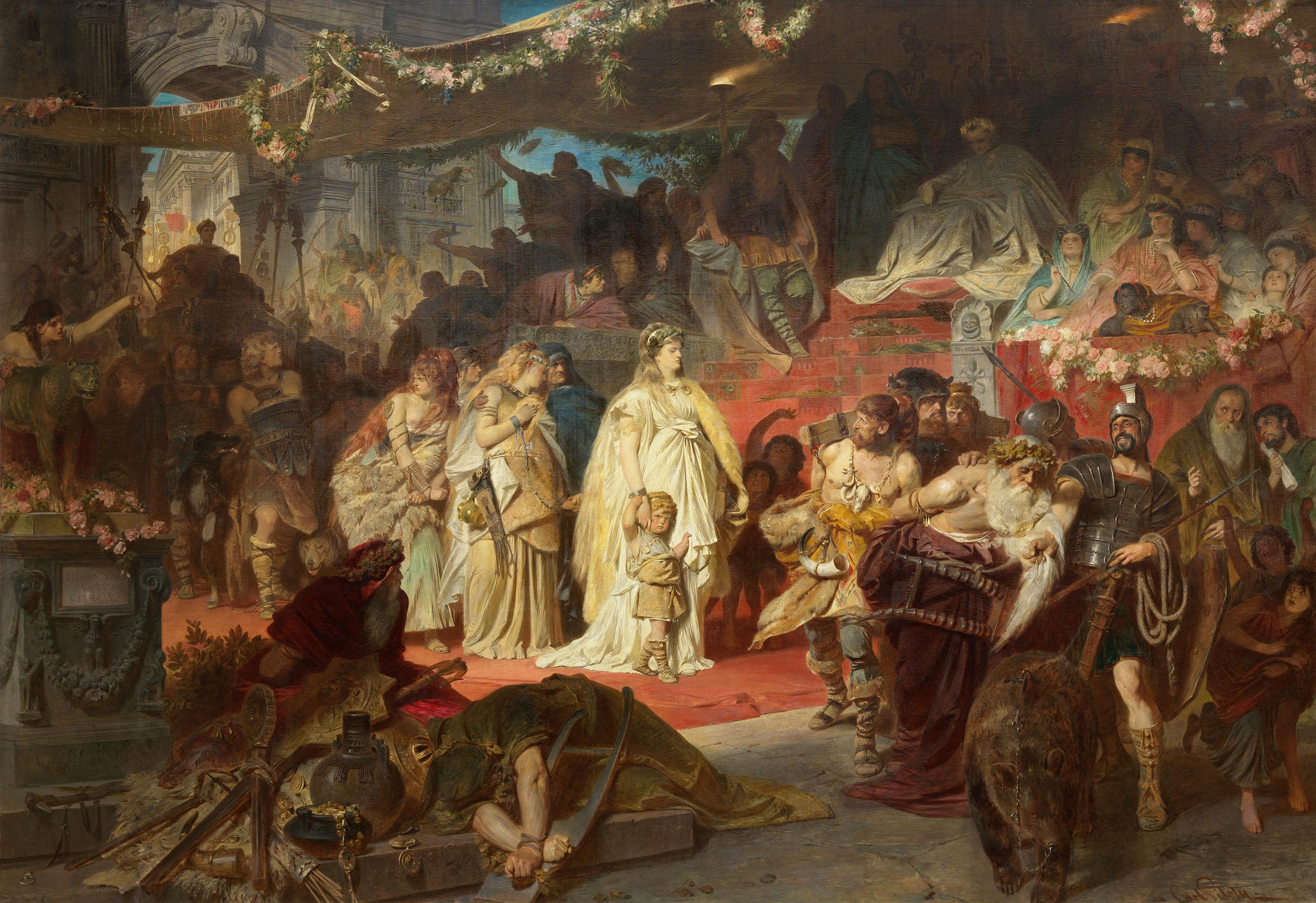
Thusnelda im Triumphzug des Germanicus.
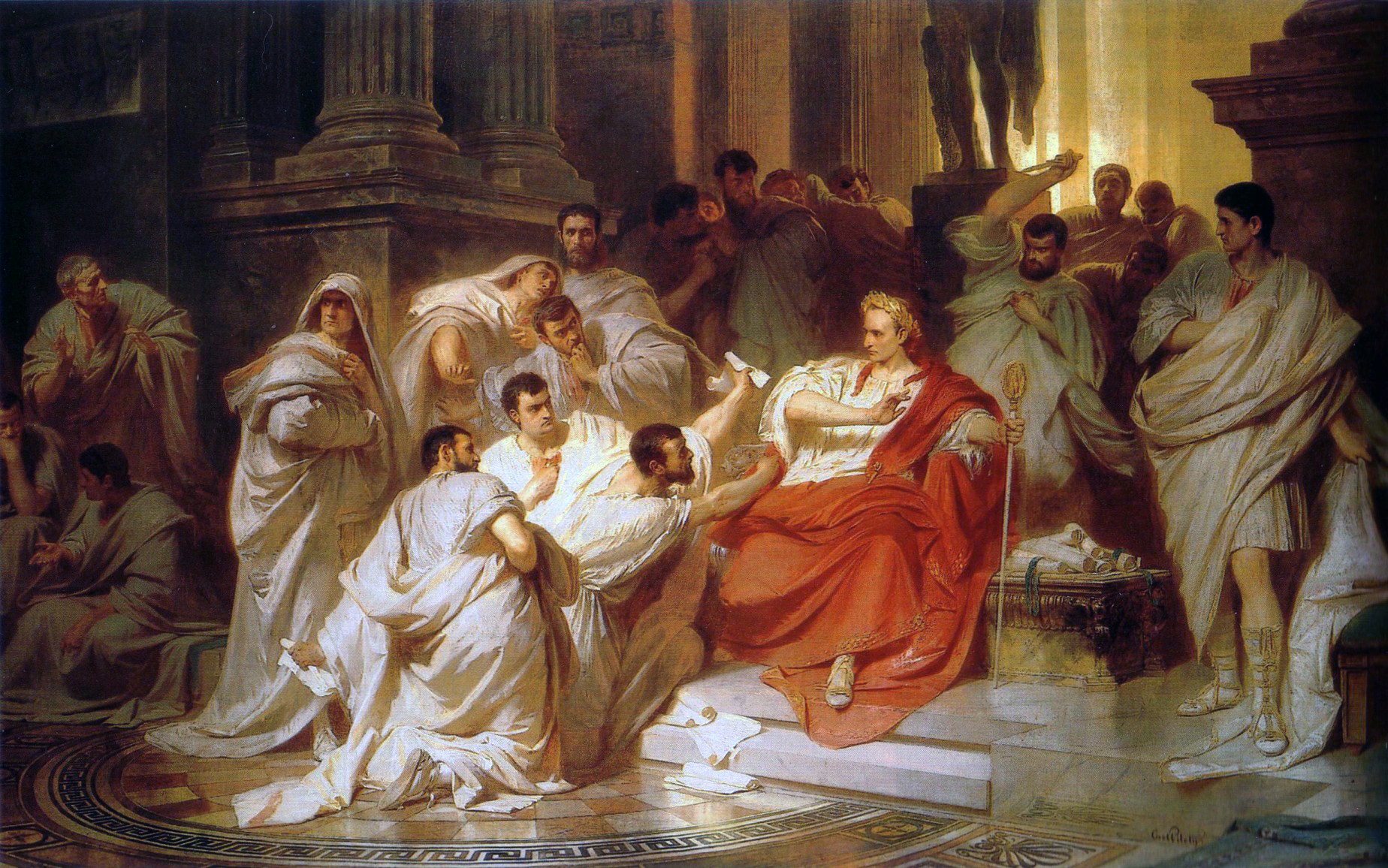
A Morte de César.
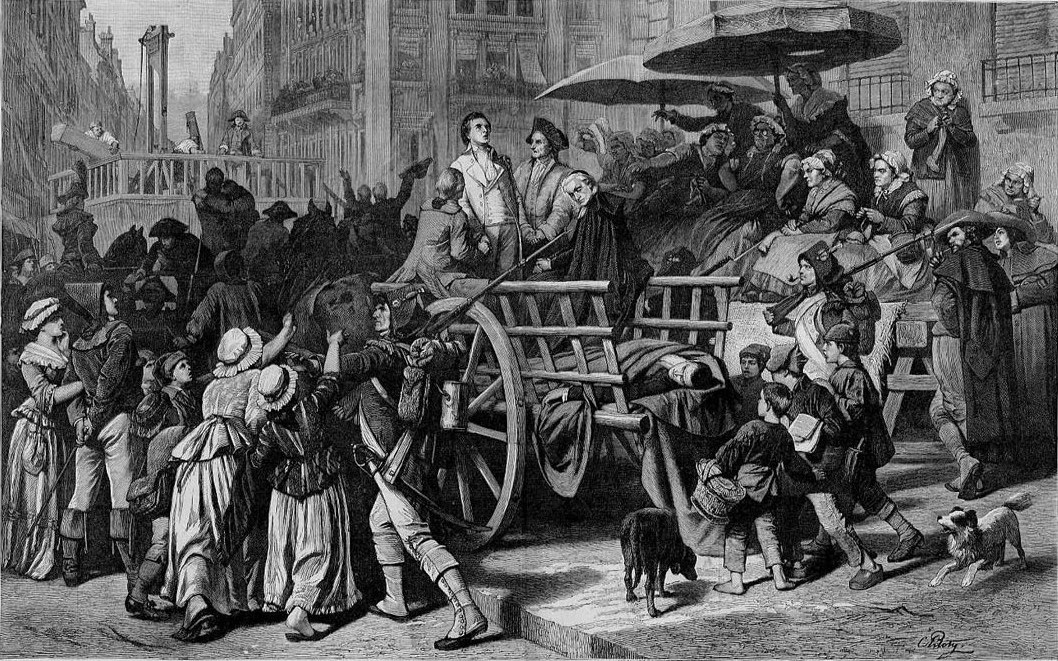
Os girondinos.